# Nina Nymark Andersen
Nina Nymark Andersen, född den 28 september 1972 i Bergen, Norge, är en norsk fotbollsspelare. Vid fotbollsturneringen under OS 1996 i Atlanta deltog hon i  det norska laget som tog brons. Hon är tvillingsyster till Anne Nymark Andersen.